# ぜったいに 誰も
「ぜったいに 誰も」（ぜったいに だれも）は、ZYYGの5枚目のシングル。

## 解説
ベース担当の栗林誠一郎が脱退し、2代目ベーシストの加藤直樹が加入後初となるシングル楽曲。デビューシングル「君が欲しくてたまらない」以来となる織田哲郎が作曲を手掛け、表題曲はテレビ朝日系アニメ『SLAM DUNK』の後期オープニングテーマに起用された。カップリングの「最初で最後のLOVE SONG」は高山征輝が初めて作曲を手掛けた曲である。
1枚目のシングル「君が欲しくてたまらない」以来となるオリコントップ3入りを果たし、ZYYGのシングルでは2番目の売上を記録した。

## 収録曲
- 全曲、作詞：高山征輝　編曲：ZYYG

1. ぜったいに 誰も
作曲：織田哲郎
2. 最初で最後のLOVE SONG
作曲：高山征輝
3. ぜったいに 誰も（オリジナル・カラオケ）
4. 最初で最後のLOVE SONG（オリジナル・カラオケ）

## 参加ミュージシャン
- 生沢佑一 from TWINZER - コーラス
- 宇徳敬子 - コーラス
- 岩切玲子 - コーラス
- 池田大介 - キーボード
- 加藤貴也 - キーボード

## ぜったいに 誰も〜30th Anniversary ver〜
ZYYG再結成後の2022年12月24日、結成30周年となるのを前にYoutubeで公開された新バージョン。キーはオリジナル版と同じだが、イントロから歌い出しまでの時間がオリジナル版よりも長く、『SLAM DUNK』のオープニングで使用されたバージョンのイントロを踏襲したものとなっている。